# (134) Sofrosina
Sofrosina és el nom que rep l'asteroide número 134, del cinturó d'asteroides. Fou descobert per l'astrònom Robert Luther el 27 de setembre de 1873 des de l'observatori de Düsseldorf-Bilk.
Friedrich Wilhelm August Argelander (1799-1875) i Theodor Wolff van proposar el nom basant-se en el personatge de la mitologia grega Sofrosina.